# Tablasdrongo
Tablasdrongo (Dicrurus menagei) är en starkt utrotningshotad fågel i familjen drongor som förekommer på en enda ö i Filippinerna.

## Kännetecken

### Utseende
Tablasdrongon är en 36 cm lång, distinkt drongo med en mycket lång och djupt kluven stjärt, vars yttre stjärtpennor böjer sig utåt och något uppåt. Fjäderdräkten är matt sammetssvart med violett anstrykning. Ögat är mörkbrunt, benen svarta. Könen är lika, men honan något mindre. Ungfågeln har brunsvart huvud och undersida, med glansigt blåsvarta vingar och mantel.

### Läten
Lätena är dåligt kända. Det mest typiska är ett sekundlångt, cikadalikt raspande ljud, men även ett "dzak-tess-ik" hörs som utförs i duett och svaras med ett kort "jieeh". Den yttrar också ett "tsee-ik", ibland samtidigt som den öppnar och stänger stjärten som en sax.

## Utbredning och status
Fågeln förekommer enbart på ön Tablas i Filippinerna. Naturvårdsunionen IUCN placerar den i hotkategorin starkt hotad.

## Namn
Fågelns vetenskapliga artnamn hedrar Louis F. Menage (?1850-1924), amerikansk filantrop som finansierade en expedition till Filippinerna 1890-1893.